# Tejido eréctil
El tejido eréctil es aquel que tiene la capacidad de volverse erecto, generalmente al llenarse con sangre. Está presente en ciertas partes del cuerpo como el pene y el clítoris. Otro ejemplo son los cornetes nasales, que son unas proyecciones óseas recubiertas por plexos cavernosos venosos, el tejido eréctil; que se llenan de sangre en situaciones fisiológicas.

En 1927, Heetderks describió la turgescencia alterna de los cornetes inferiores en el 80% de una población normal, como resultado de la congestión y la descongestión alternas de los cornetes nasales, actualmente llamada ciclo nasal.
Sin embargo, la erección de los pezones, que carecen de tejido eréctil, se debe a la contracción de músculo liso, bajo el control del sistema nervioso autónomo